# Abraxas triangulata
Abraxas triangulata är en fjärilsart som beskrevs av Hutchinson 1969. Abraxas triangulata ingår i släktet Abraxas och familjen mätare. Inga underarter finns listade i Catalogue of Life.